# Porfirio Meléndez
Porfirio Meléndez (Ciudad de Panamá, 1854-1915) fue un empresario y político.
Estableció residencia en la ciudad de Colón. Prócer de la independencia de Panamá, en su momento fue jefe del movimiento pro separación de Colombia,
junto a los generales Orondaste L. Martínez y al jefe de la Policía de Colón, Alejandro A. Ortíz; al comandante Serafín Achurra, a don Tiburcio Meléndez, a don Juan Antonio Henríquez, a don Luis F. Estenoz y Carlos Clement en la provincia de Colón detuvieron el avance de las tropas colombianas hacia la capital el 5 de noviembre de 1903 y detenido al alcalde de Colón. En esta provincia fue Oficial de Gobernación, Alcalde Municipal, Jefe civil y militar, Juez tesorero, Gobernador, Presidente de la Asamblea Departamental, Diputado a la Asamblea Nacional por la provincia de Colón y Jefe de la Policía en Panamá. 